# آيات (اسم)
آيات هو اسم علم مؤنث من أصل عربي، ومعناه هو التي شربت حتى ارتوت.

## شخصيات تحمل الاسم
- آيات الأخرس (20 فبراير 1985 – 29 مارس 2002)
- آيات القرمزي (شاعرة بحرينية، 1991 – )
- آيات عمرو (مهندسة حاسوب أردنية، 1995 – )

## وصلات خارجية
- موسوعة السلطان قابوس لأسماء العرب